# Erythrogonia sexguttata
Erythrogonia sexguttata är en insektsart som beskrevs av Fabricius 1803. Erythrogonia sexguttata ingår i släktet Erythrogonia och familjen dvärgstritar. Inga underarter finns listade i Catalogue of Life.